# تپه جوین ۴
تپه جوین ۴ مربوط به دوران‌های تاریخی پس از اسلام است و در شهرستان بوئین‌زهرا، روستای جوین واقع شده و این اثر در تاریخ ۱۰ مهر ۱۳۸۰ با شمارهٔ ثبت ۳۹۳۴ به‌عنوان یکی از آثار ملی ایران به ثبت رسیده است.